# Dieter Heckeroth
Dieter Heckeroth (* 4. Juli 1939 in Frankfurt am Main) ist ein ehemaliger deutscher Fußballschiedsrichter.

## Werdegang
Der aus Frankfurt am Main stammende Heckeroth leitete 1961 bis 1963 Spiele in der Fußball-Oberliga, der damals höchsten Klasse im deutschen Vereinsfußball. Von 1968 bis 1973 leitete er insgesamt 26 Spiele der Fußball-Bundesliga, bei denen er zehnmal auf Elfmeter erkannte und drei Platzverweise aussprach.  Sein Debüt in der Bundesliga gab er am 15. März 1969 beim Spiel zwischen Alemannia Aachen und dem 1. FC Kaiserslautern.
Zwischen 1964 und 1972 pfiff Heckeroth jährlich ein Spiel im Rahmen des DFB-Pokals.
2014 wurde er im Rahmen des 100. Geburtstags der Deutschen Schiedsrichtervereinigung für seine jahrelangen Verdienste geehrt.